# Klodian Samina
Klodian Samina (Scutari, 19 gennaio 1989) è un calciatore albanese, difensore dell'Oleggio.

## Carriera

### Club
In carriera ha vestito le maglie di Vllaznia, Belasica Petrič, Gramozi e Locarno.
Il 9 luglio 2011 passa dal Vllaznia al Locarno.

### Nazionale
Ha giocato nell'Under-17 e nell'Under-21.

## Statistiche

### Presenze e reti nei club
Statistiche aggiornate al 2 marzo 2014.
| Stagione               | Squadra                | Campionato             | Campionato | Campionato | Coppe nazionali | Coppe nazionali | Coppe nazionali | Coppe continentali | Coppe continentali | Coppe continentali | Altre coppe | Altre coppe | Altre coppe | Totale | Totale |
| Stagione               | Squadra                | Comp                   | Pres       | Reti       | Comp            | Pres            | Reti            | Comp               | Pres               | Reti               | Comp        | Pres        | Reti        | Pres   | Reti   |
| ---------------------- | ---------------------- | ---------------------- | ---------- | ---------- | --------------- | --------------- | --------------- | ------------------ | ------------------ | ------------------ | ----------- | ----------- | ----------- | ------ | ------ |
| 2005-2006              | Vllaznia               | KS                     | 0          | 0          | CA              | 0               | 0               |                    |                    |                    |             |             |             | 0      | 0      |
| 2006-2007              | Vllaznia               | KS                     | 2          | 0          | CA              | 0               | 0               |                    |                    |                    |             |             |             | 2      | 0      |
| 2007-2008              | Belasica Petrič        | A                      | 14         | 1          | CB              | 0               | 0               |                    |                    |                    |             |             |             | 14     | 1      |
| 2008-2009              | Belasica Petrič        | A                      | 11         | 0          | CB              | 0               | 0               |                    |                    |                    |             |             |             | 11     | 0      |
| Totale Belasica Petrič | Totale Belasica Petrič | Totale Belasica Petrič | 25         | 1          |                 | 0               | 0               |                    |                    |                    |             |             |             | 25     | 1      |
| 2009-2010              | Gramozi                | KS                     | 25         | 1          | CA              | 0               | 0               | -                  | -                  | -                  | -           | -           | -           | 25     | 1      |
| 2010-2011              | Vllaznia               | KS                     | 5          | 0          | CA              | 0               | 0               |                    |                    |                    |             |             |             | 5      | 0      |
| 2011-2012              | Locarno                | CL                     | 24         | 1          | CS              | 1               | 0               | -                  | -                  | -                  | -           | -           | -           | 25     | 1      |
| ago. 2012-2013         | Locarno                | CL                     | 1          | 0          | CS              | 0               | 0               | -                  | -                  | -                  | -           | -           | -           | 1      | 0      |
| Totale Locarno         | Totale Locarno         | Totale Locarno         | 25         | 1          |                 | 1               | 0               |                    |                    |                    |             |             |             | 26     | 1      |
| 2012-2013              | Vllaznia               | KS                     | 15         | 0          | CA              | 0               | 0               | -                  | -                  | -                  | -           | -           | -           | 15     | 0      |
| 2013-2014              | Vllaznia               | KS                     | 12         | 1          | CA              | 0               | 0               | -                  | -                  | -                  | -           | -           | -           | 12     | 1      |
| Totale Vllaznia        | Totale Vllaznia        | Totale Vllaznia        | 34         | 1          |                 | 0               | 0               |                    |                    |                    |             |             |             | 34     | 1      |
| Totale carriera        | Totale carriera        | Totale carriera        | 109        | 4          |                 | 1               | 0               |                    |                    |                    |             |             |             | 110    | 4      |